# Ozarba legrandi
Ozarba legrandi là một loài bướm đêm trong họ Noctuidae.